# Teatrul în Ucraina
 

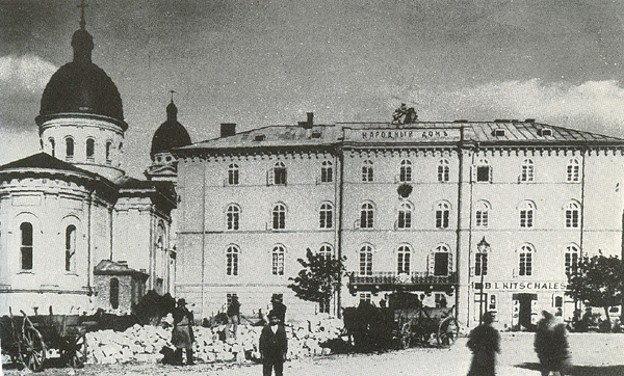
Teatrul de limba ucraineană din Liov, Ucraina. 1864.

Teatrul în Ucraina (în ucraineană Театральне мистецтво України, transliterat: Teatralne mîstetsvo Ukraiinî, în traducere „Artele teatrale ale Ucrainei”) este o formă de artă și expresie culturală care se constă în spectacole ale actorilor interpretate în direct în fața spectatorilor. Teatrul ucrainean se bazează pe tradițiile, limba și cultura native ale Ucrainei. Primele consemnări cunoscute despre teatrul ucrainean datează de la începutul secolului al XVII-lea.

## Istoric

### Origini
Originile teatrului ucrainean se trag din jocuri, dansuri, cântece și ritualuri populare antice. În secolul al XI-lea, artiști cunoscuți sub numele de skomorokhy au jucat spectacole în Ucraina. Spectacolele precreștine din Ucraina se remarcau printr-o „adâncă smerenie și un respect pentru Ființa Divină”. 
Evul Mediu și Modern timpuriu
În timpul ceremoniilor bisericești existau elemente de teatru, vizibile în frescele Catedralei Sfânta Sofia din Kiev (secolul al XI-lea). Școala Frăției din Liov și Academia din Ostroh erau considerate centre importante pentru dezvoltarea teatrului religios la acea vreme.
Primele surse scrise despre spectacolele teatrale din Ucraina datează din al doilea deceniu al secolului al XVII-lea. Spectacolele au fost aduse din Occident de iezuiții care se alăturaseră școlilor de frăție și altor școli ucrainene. Spectacolele au fost folosite la scară largă ca propagandă iezuită. Textele unor piese de teatru, cum ar fi „Proclamația în ziua de Crăciun” de Pamvo Berynda, care a fost jucată în cinstea episcopului de Lviv, Ieremia Tisarovsky (cca. 1615 d.Hr.), și de Jacob Javantovich (1619 d.Hr.), au supraviețuit până în zilele noastre. Există, de asemenea, consemnări a două piese de teatru ucrainene care au fost jucate pentru a comemora moartea lui „Ioan Botezătorul” la 29 august 1619, lângă Liov.

### Secolele al XVII-lea până în al XIX-lea
În secolele al XVII-lea și al XVIII-lea, s-a răspândit obiceiul reprezentării scenelor Nașterii Domnului (scene de nativitate) și a pieselor de Crăciun la evenimentele locale. În secolul al XVII-lea au devenit populare vertep-urile, teatrele de păpuși portabile. 
Primul teatru staționar din Ucraina a fost deschis la Harkov în 1789.  În restul Ucrainei, trupele teatrale făceau turnee și jucau doar „pe drum”.
La începutul secolului al XIX-lea, au început să apară teatrel la Kiev (1806), Odesa (1809), Poltava (1808). În a doua jumătate a secolului al XIX-lea, teatrul de amatori a devenit popular. Primul teatru profesionist ucrainean (1864–1924) a fost Teatrul Ruska Besida din Liov. 
În anul 1882, a fost fondat Teatrul Coryphaei în orașul Elisavetgrad. 

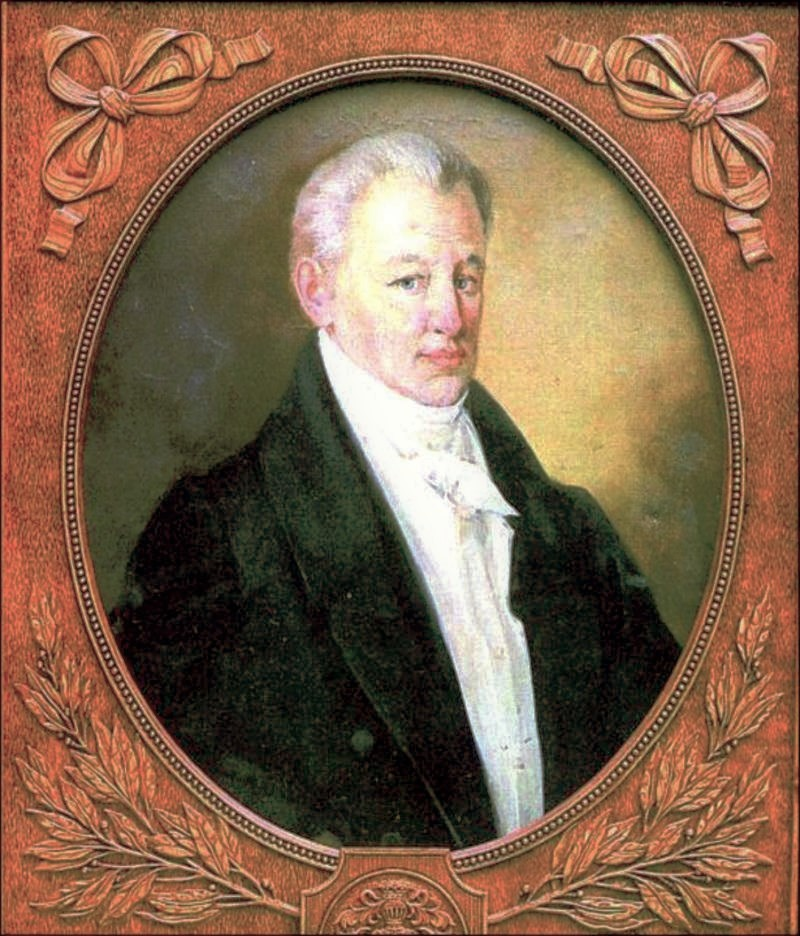
Ivan Kotlyarevsky, unul dintre fondatorii teatrului ucrainean.

### Secolul al XX-lea
Mykola Sadovsky a înființat primul teatru staționar din Kiev în 1907.  La scurt timp după fondarea statului ucrainean, în 1918, a fost înființat Teatrul Dramatic de Stat.
„Teatrul Tânăr” (mai târziu teatrul „Berezil ”) a fost creat la Kiev de Les Kurbas și Hnat Yura . Les Kurbas (care a lucrat ca regizor, actor, dramaturg și interpret al literaturii universale) a adus pe scena ucraineană piesele lui William Shakespeare, Henrik Ibsen, Gerhart Hauptmann, Friedrich Schiller și Molière. Odată cu fondarea teatrului Berezil, scena sa a devenit și un teren experimental pentru inovații teatrale. Pe scena de la Berezil s-au reprezentat pentru prima dată piesele renumiților scriitori și dramaturgi ucraineni Mykola Kuliș și Volodimir Vynnychenko . Les Kurbas a fost cenzurat în perioada stalinistă, dar în prezent este considerat o sursă foarte importantă de inspirație pentru artiștii ucraineni contemporani.

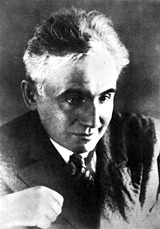
, înainte de 1933.

În timp ce Teatrul Tânăr promova teatrul avangardist, Teatrul Dramatic de Stat a continuat să promoveze piese scrise în curentul realist. Ivan Kotlyarevsky, care a fost director la Teatrul Poltava, a fost considerat un întemeietor al dramaturgiei clasice ucrainene, în timp ce piesele lui Hryhori Kvitka-Osnovyanenko s-au bucurat și ele de aprecieri pe scară largă. 

### Perioada modernă
În 1988, Volodymyr Kuchynskyi și colegii săi au înființat Teatrul Tânăr Ucrainean din Liov, pe care l-au redenumit ulterior Teatrul Les Kurbas. Teatrul Les Kurbas a devenit principalul teatru avangardist din Ucraina, fiind apreciat și primind sprijin de stat din partea guvernului ucrainean. 
Din ce în ce mai mult teatrul ucrainean este văzut ca o parte integrală din cultura europeană. O serie de festivaluri internaționale de teatru au loc în Ucraina în fiecare an.

### Dramaturgi contemporani și lucrări de referință

##### Natalka Vorojbit
Una dintre cele mai influente dramaturge ucrainene contemporane, Vorojbit⁠(d) este cunoscută pentru piesa Bad Roads (2017), care explorează impactul războiului din Donbas asupra vieților oamenilor obișnuiți. Piesa a fost adaptată într-un film în 2020. De asemenea, a colaborat cu Royal Court Theatre⁠(d) și cu Royal Shakespeare Company.

##### Liudmyla Tymoshenko
Autoare a piesei Five Songs from Polesia (2021), care a primit multiple premii internaționale. Lucrările sale abordează teme precum războiul și identitatea culturală. A fost implicată în inițiative precum Love and Beaver Festival și Theatre of Playwrights, promovând dramaturgia feminină în Ucraina.

##### Oksana Grytsenko
Jurnalistă și dramaturgă, Grytsenko a scris piesa I Will Return, care dramatizează poveștile copiilor ucraineni deportați în Rusia. Piesa a fost reprezentată la Kiev și în Praga, aducând în prim-plan traumele războiului și influența lor asupra celor mai vulnerabili.

##### Oleksandr Gavrosh
Autorul piesei Mariupol Drama, bazată pe experiențele reale ale unei trupe de teatru din Mariupol în timpul bombardamentelor din 2022. Piesa a fost prezentată în Ujhorod, Kiev și Manchester, evidențiind reziliența teatrului ucrainean în fața adversității.

## Persoane notabile
Printre dramaturgii ucraineni importanți dinainte de 1917 se numără: Marko Kropyvnytskyi (1840–1910), Ivan Tobilevich (1845–1907), Mykhailo Kotsiubynskyi (1864–1913), Ivan Franko (1856–1916) și Lesia Ukrayinka (191371–1913). O nouă perioadă în dramaturgie a început după revoluția comunistă, printre scriitorii importanți de atunci numărându-se: Mykola Kulish (1892–1962), Ivan Kocherha (1881–1952), Oleksandr Korniychuk (1905–1972) și Oles` Honchar (1918).
Mulți actori celebri ai teatrului ucrainean din secolul al XIX-lea au început în teatrul de amatori, cum ar fi: Mykhailo Starytsky, Marko Kropyvnytsky și Ivan Karpenko-Karyi. Cea mai importantă vedetă feminină a Ucrainei din secolul al XIX-lea a fost Maria Zankovetska. Renumita familie teatrală Tobilevychi a devenit, de asemenea, cunoscută în secolul al XIX-lea: Ivan Karpenko-Karyi, Mykola Sadovsky și Panas Saksahansky (nume de scenă) nu numai că au jucat și au regizat, dar și-au creat propriile trupe de actorie. Moșia lor, Khutir Nadia, de lângă Kropîvnîțkîi, este un sit istoric național.
Actori ucraineni talentați care au apărut pe scena teatrului Berezil includ: Amvrosiy Buchma, Maryan Krushelnytsky, Olimpia Dobrovolska, Oleksandr Serdyuk, Natalya Uzhviy și Yuriy Shumsky.

## Cărți despre dramaturgia și teatrul ucrainean
„Istoria dramaturgiei ucrainene”
Cartea este scrisă de criticul și traducătorul ucrainean Ivan Stichenko, este formată din cinci capitole. Este prima istorie ilustrată a teatrului ucrainean. Discută probleme istorice, cum ar fi „Dezvoltarea artei teatrale ” și despre „Ritualurile populare latino-slave, ritualurile populare latino-germane ”. Drama și „Evanghelizarea creștinismului în Ucraina”. Cartea oferă, de asemenea, o analiză a operelor poetului și scriitorului satiric Theophanes Prokopovych 
„Teatru și dramă: o colecție de eseuri critice despre literatura și teatrul dramatic”
Este o culegere cu cele mai importante articole ale lui Mykola Kindratovych Voronyi⁠(d) (1871–1938) tratând teme cum ar fi arta teatrului și literatura teatrală, munca actorilor și a regizorilor, psihologia publicului și despre modalitățile care pot contribui la dezvoltarea teatrului în viitor.

### Pagini web ale teatrelor din Ucraina
- Lumea teatrală ucraineană Arhivat în 25 noiembrie 2012, la Wayback Machine.
- teatru.com.ua
- Revista «Cinema-Teatru» Arhivat în 29 decembrie 2012, la Wayback Machine.